# 韩培信
韩培信（1921年10月—2017年1月15日），男，汉族，江苏响水人，中华人民共和国政治人物。

## 生平
1939年，担任苏北涟灌阜边区办事处机要收发员、苏北东北行署2区财经股股长、中共振东区委书记兼区长，阜东县政府民政科科长、秘书，中共阜东县委委员、县委宣传部副部长，滨海县县长等职位。1949年后，历任江苏省常熟县县长、中共常熟县委书记，苏州专署专员、中共苏州地委副书记、书记。1957年起，担任任中共江苏省委组织部副部长、省委副秘书长、省委农村工作部部长、省委代秘书长。文化大革命期间遭受迫害，1975年，任江苏省革委会副主任、中共江苏省委常委、江苏省委书记。1970年，出任中国轻工业部副部长。1981年，任中共江苏省委书记、江苏省人民政府代省长。1988年起至1993年，担任江苏省人大常委会主任。
2017年1月15日在南京逝世。